# Prinsen av Peking
Prinsen av Peking är den ena av de två skivorna som Markus Krunegård släppte den 14 oktober 2009. Den andra är Lev som en gris, dö som en hund. Den beskrevs som "en lyxig och skamlöst utåtriktad" skiva. Första singeln är Hela livet var ett disco som släpptes den 3 augusti 2009. Denna låt tillsammans med Dålig på vardag är producerade och skrivna av Mauro Scocco. Skivans titel syftar på Markus hemstad Norrköping som har smeknamnet Peking.

## Låtlista
1. Hela livet var ett disco
2. Isande diskant
3. Hollywood Hills
4. Lika barn leka bra
5. Kär i en Borderline
6. Dålig på vardag
7. Ingenting är vettigt 03:30
8. New York
9. Natt efter natt
10. Trelleborg – Travemünde – Världen
11. Genom tunna tyger
12. Mitt kvarter (New Mix)

## Singlar
- Hela livet var ett disco
- Hollywood Hills

1. Hollywood Hills
2. Hollywood Hills - RedTop's Retro Mix
3. Hollywood Hills - RedTop's Retro Mix Edit

## Listplaceringar
| Lista (2009-2010) | Topplacering |
| ----------------- | ------------ |
| Sverige           | 9            |